# Lenola

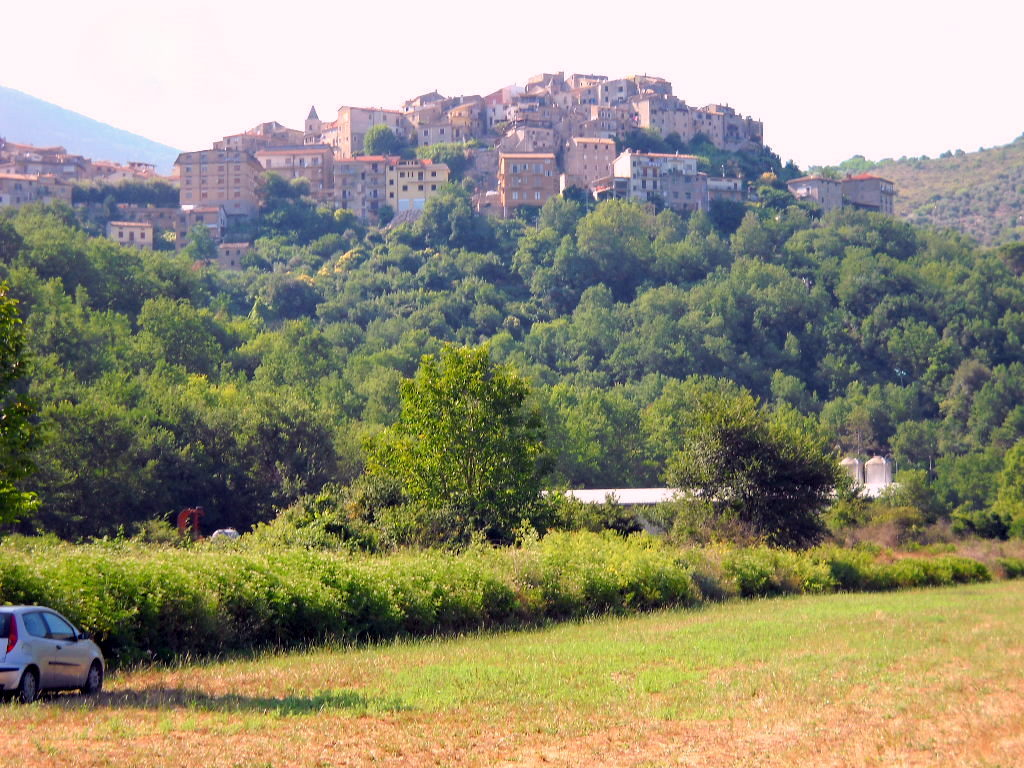
Lenola (2011)

Lenola ist eine Gemeinde in der Provinz Latina in der italienischen Region Latium mit 4081 Einwohnern (Stand 31. Dezember 2023). Sie liegt 120 Kilometer südöstlich von Rom.

## Geographie
Lenola liegt in den Monti Ausoni nördlich von Gaeta. Es ist Mitglied in der Comunità Montana Monti Ausoni.

## Bevölkerungsentwicklung
| Jahr      | 1861 | 1881 | 1901 | 1921 | 1936 | 1951 | 1971 | 1991 | 2001 |
| Einwohner | 3016 | 3089 | 3171 | 3193 | 3269 | 3720 | 3690 | 4087 | 4131 |

Quelle: ISTAT

## Politik
Fernando Magnafico (Lista Civica: Insieme Per Lenola) wurde am 10. Juni 2018 zum neuen Bürgermeister gewählt.

### Städtepartnerschaften
Mühltal seit 2022.

## Persönlichkeiten
- Giacinto Cardi (1876–1956), Generalrektor der Pallottiner
- Pietro Ingrao (1915–2015), Politiker, Präsident der italienischen Abgeordnetenkammer
- Bruno Labbadia (* 1966), deutscher Fußballspieler und -trainer, ist der Sohn von Einwanderern aus Lenola